# Vuolep Luoktekjaure
Vuolep Luoktekjaure är en sjö i Kiruna kommun i Lappland och ingår i Torneälvens huvudavrinningsområde. Sjön har en area på 0,127 kvadratkilometer och ligger 870,5 meter över havet. Sjön avvattnas av vattendraget Rautasälven (Rautasätno).

## Delavrinningsområde
Vuolep Luoktekjaure ingår i det delavrinningsområde (755303-159936) som SMHI kallar för Ovan Sielmanjira. Medelhöjden är 1 112 meter över havet och ytan är 20,57 kvadratkilometer. Räknas de 3 avrinningsområdena uppströms in blir den ackumulerade arean 69,42 kvadratkilometer. Rautasälven (Rautasätno) som avvattnar avrinningsområdet har biflödesordning 2, vilket innebär att vattnet flödar genom totalt 2 vattendrag innan det når havet efter 516 kilometer. Avrinningsområdet består mestadels av kalfjäll (97 procent). Avrinningsområdet har 0,53 kvadratkilometer vattenytor vilket ger det en sjöprocent på 2,6 procent.